# Carl Friedrich von Bassewitz
Carl Friedrich von Bassewitz (Prebberede, 19 marzo 1720 – Schwerin, 14 maggio 1783) è stato un politico tedesco, fu il primo Primo ministro del Granducato di Meclemburgo-Schwerin dal 1771 al 1783.

## Biografia
Carl Friedrich era nato in seno alla nobile famiglia dei von Bassewitz, una delle più antiche del Meclemburgo, che era infeudata delle città di Prebberede, Jahmen, Wozeten e Wardow. I suoi genitori erano il conte Henning Friedrich von Bassewitz, primo ministro del Holstein-Gottorp, "Geheimrat" del Sacro Romano Impero, e Anna Maria von Clausenheim. Suo fratello era Joachim Otto Adolph von Bassewitz, decano della cattedrale di Lubecca.
Dopo aver studiato legge ed aver sostenuto l'esame di avvocatura, nel 1741 ottenne l'incarico di giudice a Schwerin. In questa veste egli fu coinvolto nella creazione dei nuovi stati del Meclemburgo nella divisione patrimoniale che interessò lo stato nel 1755 ("Landesgrundgesetzlicher Erbvergleich"). Promosso Consigliere Privato del duca, nel 1771 divenne primo Primo ministro del Meclemburgo-Schwerin e presidente del consiglio di sicurezza, incarichi che mantenne sino alla sua morte. Tra il 1763 e le sue dimissioni nel 1781 fu membro del tribunale regionale e del tribunale. La sua politica amministrativa dello stato fu scandita essenzialmente da una propensione a favorire l'Austria e più in generale ad una neutralità nei conflitti.
Tra il 1772 ed il 1778 fece costruire a proprie spese il maniero di Prebberede, residenza per sé e per la sua famiglia nelle successive generazioni.
Morì a Schwerin il 14 maggio 1783.

## Matrimonio
Carl Friedrich von Bassewitz si sposò con Marie Elisabeth von Lützow e fu padre del conte Bernhard Friedrich von Bassewitz che sarà anch'egli primo ministro del Meclemburgo-Schwerin.